# Fuente-Olmedo
Fuente-Olmedo är en kommun i Spanien.   Den ligger i provinsen Provincia de Valladolid och regionen Kastilien och Leon, i den centrala delen av landet, 120 km nordväst om huvudstaden Madrid. Arean är 13,6 kvadratkilometer.
Terrängen i Fuente-Olmedo är platt.